# Plat diviseur
 (janvier 2023).
Si vous disposez d'ouvrages ou d'articles de référence ou si vous connaissez des sites web de qualité traitant du thème abordé ici, merci de compléter l'article en donnant les références utiles à sa vérifiabilité et en les liant à la section « Notes et références ».

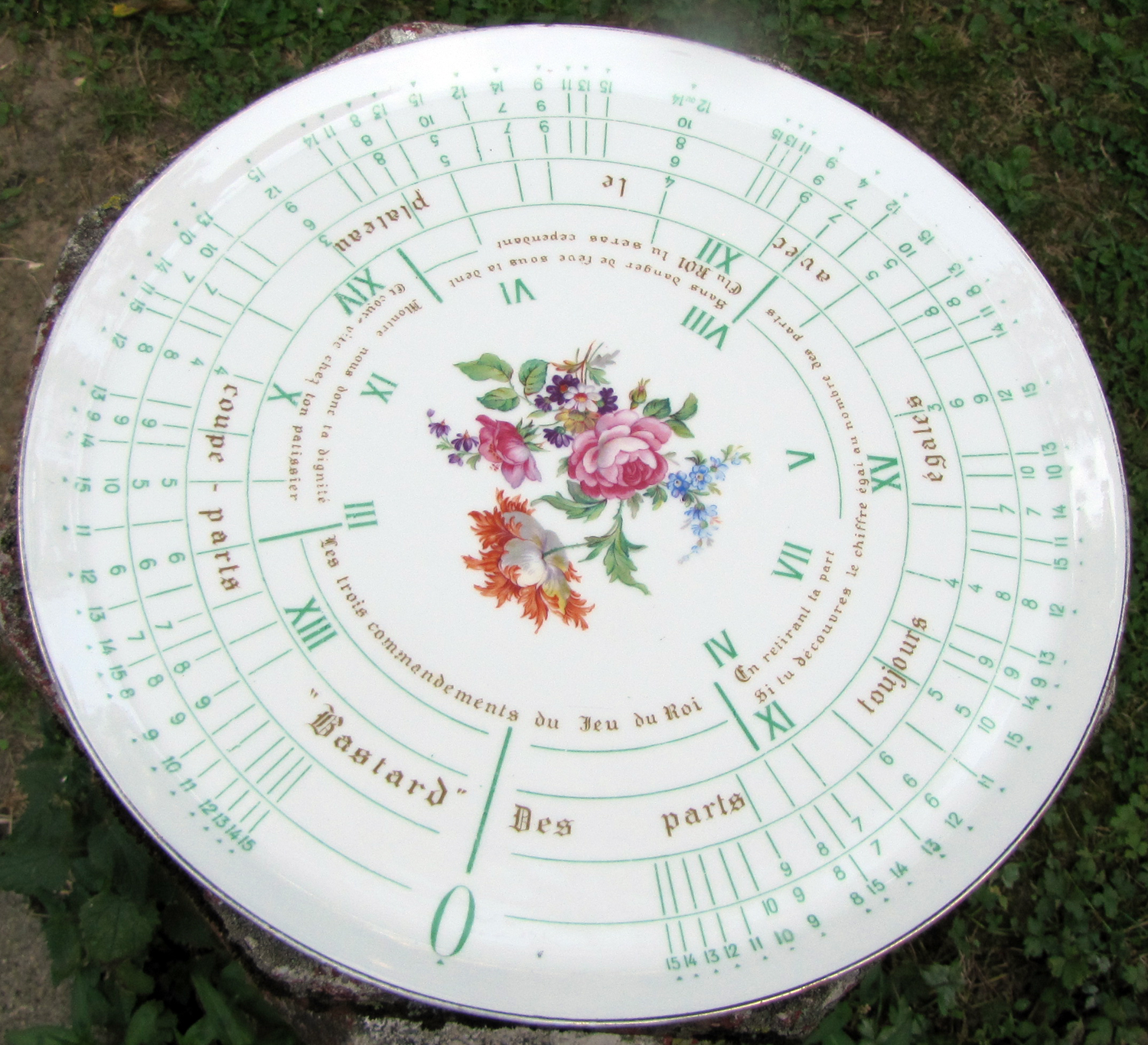
Plateau coupe-parts Bastard, circa 1907, Musée de la Gourmandise, Hermalle-sous-Huy.

Un plat diviseur, ou plateau coupe-parts, est un  plat de service sur lequel sont peintes ou gravées des marques numérotées permettant de couper tout type de gâteau rond en autant de parts égales qu'il y a de convives. Il est particulièrement utile lorsque ce nombre ne correspond pas à une fraction de cercle aisément reproductible au jugé.

## Histoire
Le plat diviseur aurait été (ré)inventé à Pornic par Paul Urfer, M.O.F. artiste céramique au sein de la Faïencerie de Pornic. Après une brève production (entre deux et cinq ans) au sein de l'entreprise Urfer Ceram fondée par son fils, la Faïencerie de Pornic a repris la production de plat diviseur.